# Lithosia ranrunensis
Lithosia ranrunensis är en fjärilsart som beskrevs av Matsumura 1927. Lithosia ranrunensis ingår i släktet Lithosia och familjen björnspinnare. Inga underarter finns listade i Catalogue of Life.